# Иммунизация
Иммунизация (лат. immunis свободный, избавленный) — возникновение специфического иммунного ответа иммунной системы организма против возбудителя инфекции у конкретного индивидума и в целом возникновение устойчивости к инфекционным заболеваниям групп людей (животных) путём формирования популяционного иммунитета.
Подразделяется на:
- Естественную:
  - в результате переболевания инфекционным заболеванием с формированием постинфекционного иммунитета (в зависимости от заболевания и его течения выражена по разному, от отсутствия до пожизненного);
  - латентная (скрытая, дробная) — в результате периодического поступления в организм патогена в малых дозах (менее инфицирующей дозы) не вызывающего развитие манифестного инфекционного заболевания (к примеру, у населения длительно проживающего в эндемичных по клещевому и комариному энцефалиту местностях по отношению к соответствующим инфекциям[7][8][9]);
- Искусственную (иммунопрофилактика):
  - активная (вакцинопрофилактика) — направлена на заблаговременное создание стойкого специфического активного иммунитета путём искусственного введения в организм антигена с последующей настройкой организмом механизма выработки к нему собственных антител;
  - пассивная (серопрофилактика)[10] — направлена на экстренное создание кратковременного специфического пассивного иммунитета[англ.] путём введения в организм готовых антител;
  - комбинированная (к примеру, при ранениях у не вакцинированных против столбняка вводится одновременно противостолбнячная сыворотка (ПСС) и столбнячный анатоксин (АС)).

Иммунопрофилактика является одним из методов профилактической медицины.
«Иммунизация — это процесс, благодаря которому человек приобретает иммунитет, или становится невосприимчивым к инфекционной болезни, обычно, путём введения вакцины» определение Всемирной организации здравоохранения (ВОЗ). Иммунизация позволяет ежегодно предотвращать от 2 до 3 миллионов случаев смерти.
Откровенно говоря, смерть любого ребёнка от такой предотвращаемой вакцинами болезни, как корь, вызывает возмущение и говорит о коллективной неспособности защитить наиболее уязвимых детей мира, — Ради спасения жизней мы должны заботиться о том, чтобы преимущества вакцин были доступны каждому, — а для этого необходимо выделять ресурсы на развитие иммунизации и качественной медицинской помощи как права каждого человека.
Термин «иммунизация» применяется и в ботанике в отношении растений.

## Охват иммунизации
В последние несколько лет глобальный охват вакцинацией (доля детей получающих рекомендованные вакцины) приблизительно одинакова. В 2018 году приблизительно 86 % (116.3 миллиона) детей грудного возраста в мире получили вакцины против коклюша-дифтерии-столбняка (КДС3).
По оценкам ВОЗ, иммунизация позволяет ежегодно предотвращать от 2 до 3 миллионов случаев смерти. Это один из самых эффективных с точки зрения стоимости видов инвестиций в здравоохранение. В США с 1924 года удалось предотвратить 103 млн заболеваний благодаря вакцинации, причём 26 млн — в последнее десятилетие.

## Мероприятия
Выделяют пассивную и активную иммунизацию. При пассивной иммунизации вводят преформированные антитела (например, иммуноглобулинов — общий или гипериммунный) на определённый антиген (например, Hepatitis B immune globulin против гепатита B). Активная иммунизация (вакцинация) — введение продуктов жизнедеятельности микроорганизма (анатоксина или очищенного антигена), чтобы вызвать иммунный ответ организма. При активной иммунизации (вакцинации) микроорганизмы инактивированы либо ослаблены, так же используются характерные для них белки.

### Десятилетие вакцин
Десятилетие вакцин это глобальный план действий в отношении вакцин на 2011—2020 годов, составленный ВОЗ.

### Всемирная неделя иммунизации
Всемирная неделя иммунизации это кампания ВОЗ которая проходила 24-30 апреля 2018 года. Она призвана привлечь внимание к действиям, необходимым для защиты каждого человека от болезней которые можно предотвратить с помощью вакцин. Темой 2018 года была «Наша общая защита, #ВакциныРаботают». Смысл в призыве делать больше ко всем людям для увеличения охвата иммунизации.